# Земля любви, земля надежды
«Земля любви, земля надежды» (порт. Esperança) — бразильский сериал телекомпании «TV Globo» 2002 года. Изначально задумывался как продолжение предыдущего популярного телесериала Бенедито Руй Барбозы — «Земля любви». В России был показан на «Первом канале» с 8 января 2003 по 12 февраля 2004 года (в США — на CBS в конце 2002 года).

## О сериале
Бенедито Руй Барбоза отошёл от первоначальной идеи съёмки продолжения сериала «Земля любви», действие которого происходило бы в период Второй мировой войны. Причиной отказа от этой идеи стал выход в 2000 г. мини-сериала «Бразильская акварель», аналогичного по сюжету. Бенедито Руй Барбозе пришлось начать всё с нуля.
Действие сериала было перенесено в начало 1930-х годов — время Великой депрессии в США. Главными героями стали не потомки эмигрантов телесериала «Земля любви», а другие, новые итальянские эмигранты. Помимо итальянских эмигрантов в сериале показана жизнь испанских, португальских и еврейских переселенцев в Бразилии.
Несмотря на богатый опыт автора и «звёздный» актёрский состав, сериал во время демонстрации в Бразилии показал одни из самых низких рейтингов для вечернего времени трансляции. Кризис сериала усилился неуспеванием сценариста за ритмом сериала. Сценарий отдавали актёрам практически в день съёмки. Личные проблемы вынудили Бенедито в декабре 2002 года передать своё «детище» в руки другого сценариста — Валсира Карраску, который своими переделками сценария смог вернуть телезрителей к экрану.
Непопулярность в Бразилии была компенсирована международным успехом телесериала (особенно в Италии и в Израиле).

## Сюжет
Молодой итальянский скульптор Тони, сын пианиста Женаро, влюбляется в Марию — дочь влиятельного Джулиано, который является врагом Женаро и рьяным сторонником набиравшего тогда обороты фашизма. Мария «обещана» отцом в жёны другому фашисту — Мартино. Не в силах противостоять своему отцу и Жулиано, Тони уезжает из Италии в Бразилию, не зная, что Мария ждёт от него ребёнка. Мария вынуждена выйти замуж за Мартино. 
 В Сан-Паулу Тони устраивается на работу к еврейскому предпринимателю Эзекиелу. Забыв о Марии, он влюбляется в Камилли, красивую дочь своего хозяина. 
 Любовный треугольник активизируется вскоре после переезда Марии в Бразилию. Остановившись на фазенде итальянцев Винченцо и Констанции, вскоре она становится вдовой: на соседней фазенде при невыясненных обстоятельствах погибает её муж. Смерть Мартино «помогает» ей стать свободной. После, найдя Женаро, отца Тони, она узнаёт неприятную новость: Тони женился на Камилли.

## В ролях
- Рейналдо Джанеккини — Тони Транкуилли
- Ана Паула Арозиу — Камилли, дочь Эзекиэла и Ципоры
- Присцилла Фантин — Мария
- Раул Кортес — Женаро
- Мария Фернанда Кандиду — Нина
- Жозе Майер — Мартино
- Лусия Вериссиму — донна Франсиска «Железная рука»
- Симоне Споладоре — Катерина
- Лаура Кардозу — Мадалена
- Паоло Гуларт — Фарина
- Маркус Палмейра — Зекинья
- Нуно Лопеш — Жозе Маноэл
- Габриела Дуарте — Жустин -куртизанка
- Отон Бастос — Винченцо
- Раньери Гонзалез — Маурисио
- Лижия Кортес — Силвия
- Араси Эстевеш — Констанция
- Отавиу Аугусту — Маноло
- Регина Дурадо — Мариуза
- Осмар Прадо — Жакобину
- Гилберт Стейн — Эзекиел, еврей-эмигрант
- Элен Гуттман — Ципора — жена Эзекиела, русская еврейка
- Жизель Итие — Эулалиа
- Эмилио Орсиолло Нетто — Марсело
- Мириам Фриланд — Беатрис
- Паоло Рикардо — Самуэль
- Джон Херберт — Джонатан
- Оскар Магрини — Умберту
- Франциско Карвальо — Маркус
- Лучана Брэга — Аделаида
- Джаксон Антунес — Зангао
- Шерон Менеззес — Жулия
- Денис Дель Веккьо — Соледад
- Жусара Фрейре- Амалия
- Марелиз Родригес — Изабела
- Клаудио Галван — Бруно
- Марис Гарсез — Рафаэль
- Чика Ксавьер — Рита
- Дэн Стулбах — Андре

А также:
- Фернанда Монтенегру — Луиза
- Антонио Фагундес — Жулиано — отец Марии, убеждённый сторонник Муссолини.
- Эва Вилма — Роза
- Валмор Шагус — Джузеппе
- Клаудио Корреа и Кастро — Агостино
- Беатрис Сегалл — Антония
- Джанфранческо Гварниери — Пелегрини
- Жозе Виктор Кастиел — Гаэтано
- Жозе Левгой — падре Роман
- Антониу Петрин — Адолфу
- Массимо Чиаварро — Луиджи
- Зилка Салаберри

## Показ в России
Сериал транслировался на «ОРТ/Первом канале» с 8 января 2003 по 12 февраля 2004 года. С 9 января 2003 года все серии стали показывать с понедельника по пятницу утром в 9:20 (повтор) и вечером в 19:00 (новая серия). С 1 сентября 2003 года показ начал осуществляться лишь с понедельника по четверг в 19:00 с повтором в 10:20. Предпоследний блок серий (213—217) из-за изменений в сетке вещания от 6 февраля 2004 года вновь транслировался с понедельника по пятницу, а заключительный блок (218—220) был показан с понедельника по среду. На русский язык роли озвучивали все те актёры, озвучившие телесериал «Земля любви».

## Интересные факты
- Первые серии снимались в Италии, в городке Чивита де Баньореджо[4].
- У заставки телесериала 4 версии музыкального сопровождения на разных языках: итальянском (Лаура Паузини), испанском (Алехандро Санз), португальском и идише.
- В начале августа 2002 года на съёмках телесериала произошёл примечательный случай: в сцене ревности Камилли к Тони из-за его прежних чувств к Марии, актриса Ана Паула Арозио при попытке уничтожить скульптуру повредила себе ногу, а отлетевший осколок скульптуры сломал передний зуб актёра Рейналдо Джанеккини[5].[нет в источнике]
- Отсылкой к сериалу «Земля Любви» является рассказ одного из пожилых героев о похоронах на пароходе.

## Премии
2002 — премия Contigo:
- Рауль Кортез — лучший телеактёр
- Присцилла Фантин — лучшая телеактриса
- «Земля любви, земля надежды» — лучший сериал
- Бенедито Руй Барбоза — лучший сценарист